# كرسبي كريم
كرسبي كريم (بالإنجليزية: Krispy Kreme)‏ هي شركة دونات أمريكية عالمية وسلسلة مقاهي ومقرها الرئيس في وينستون-سالم، كارولاينا الشمالية، الولايات المتحدة.
تأسست عام 13 يوليو 1937 على يد فيرنون رودولف.
المنتجات تباع في محلات كريسبي كريم، البقالات , محطات الغاز , وول مارت. في الولايات المتحدة.

## لمحة تاريخية

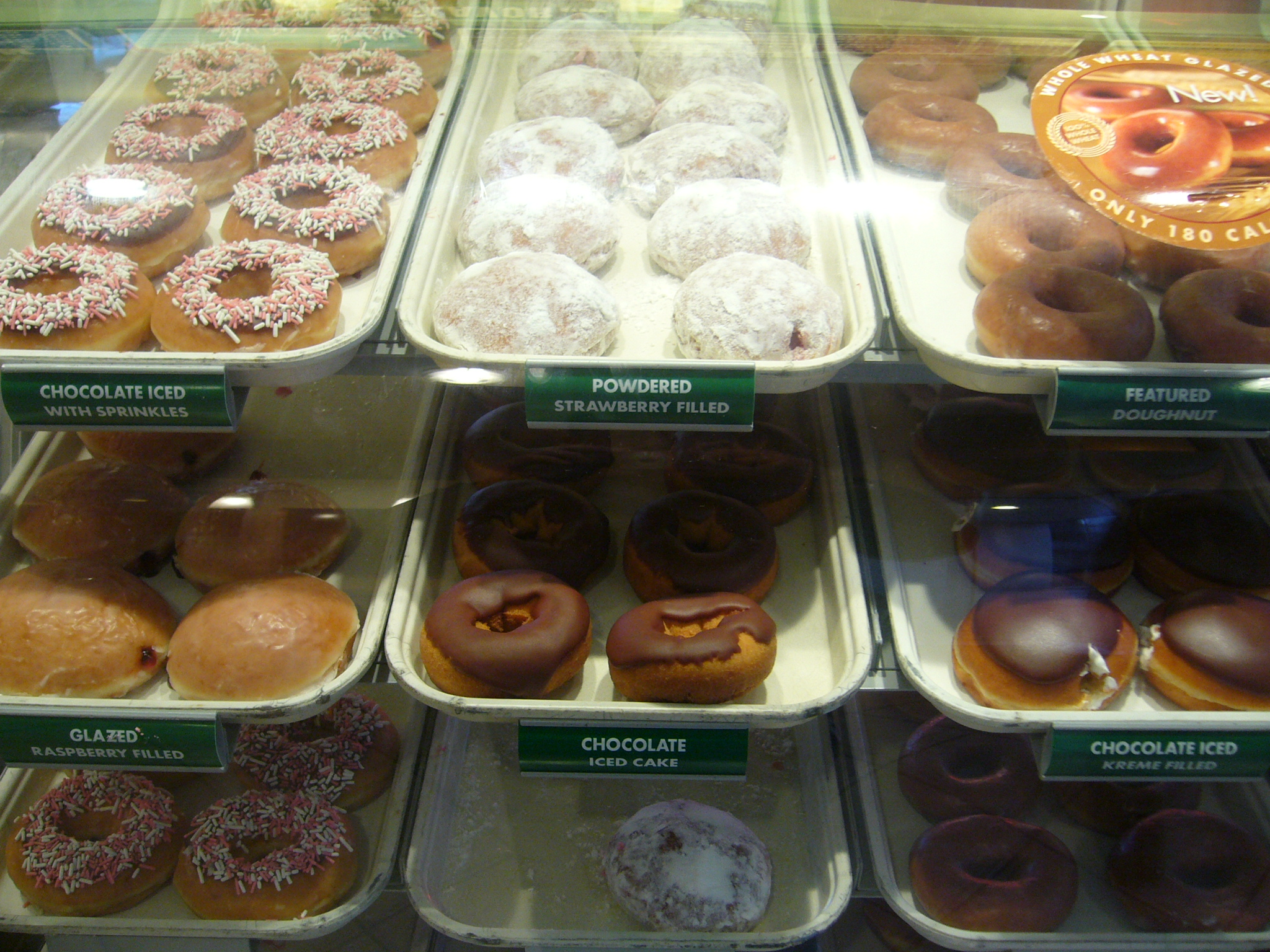
An assortment of doughnuts on display in a shop in واشنطن العاصمة.

## العمليات الدولية

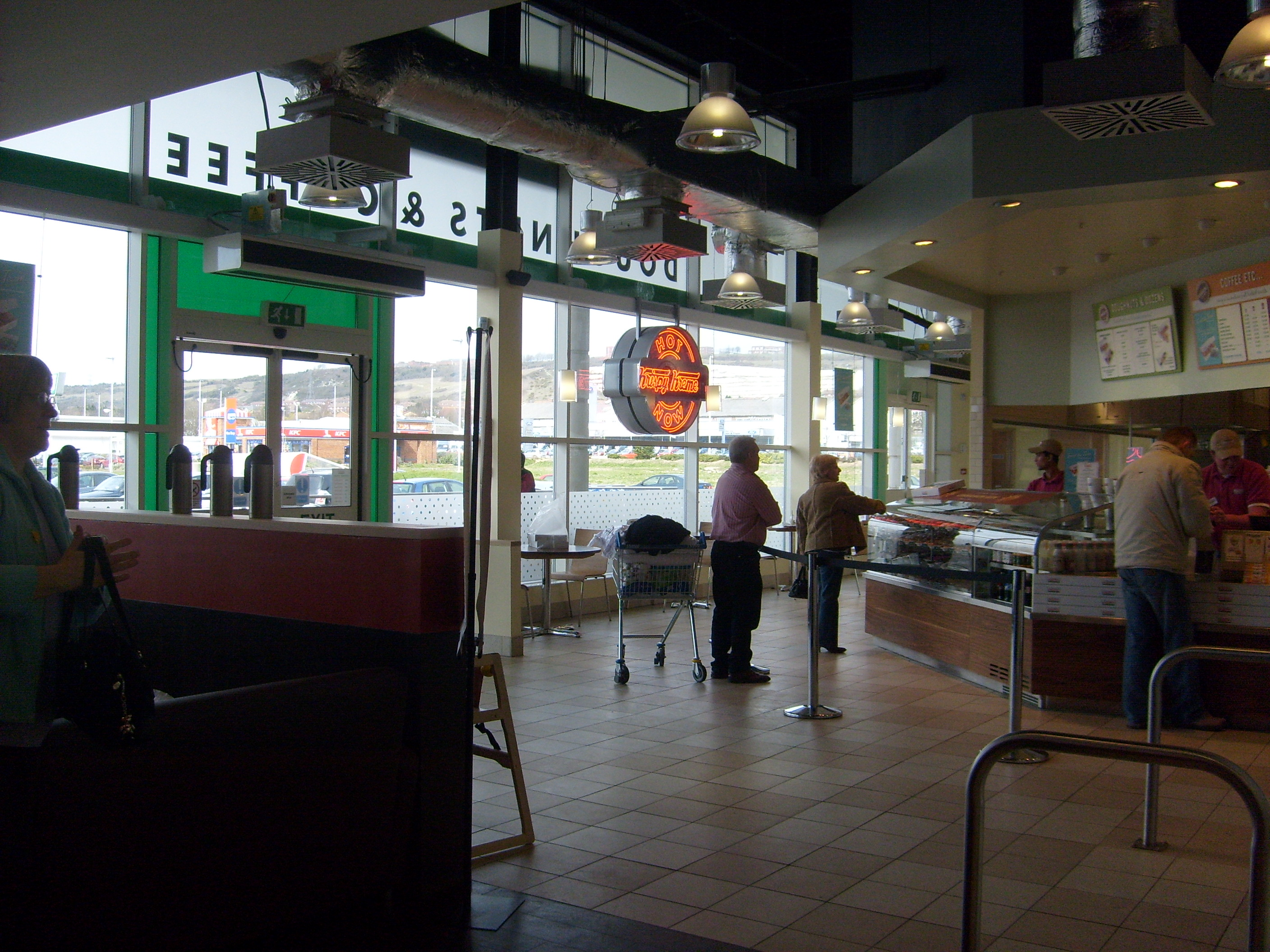
Inside a Krispy Kreme store in بورتسموث، إنجلترا

بجانب محلات كرسبي كريم المنتشره في الولايات المتحدة وكندا، توجد فروع أمتياز في الدول التالية: الولايات المتحدة الأمريكية، أستراليا، البحرين، كندا، كولومبيا، جمهورية الدومينيكان، الهند، اندونيسيا، اليابان، الكويت، ماليزيا، المكسيك، والفلبين، وبورتوريكو، وجمهورية كوريا، وروسيا، وقطر، والمملكة العربية السعودية، سنغافورة، تايوان، تايلند، تركيا، الإمارات العربية المتحدة، والمملكة المتحدة.

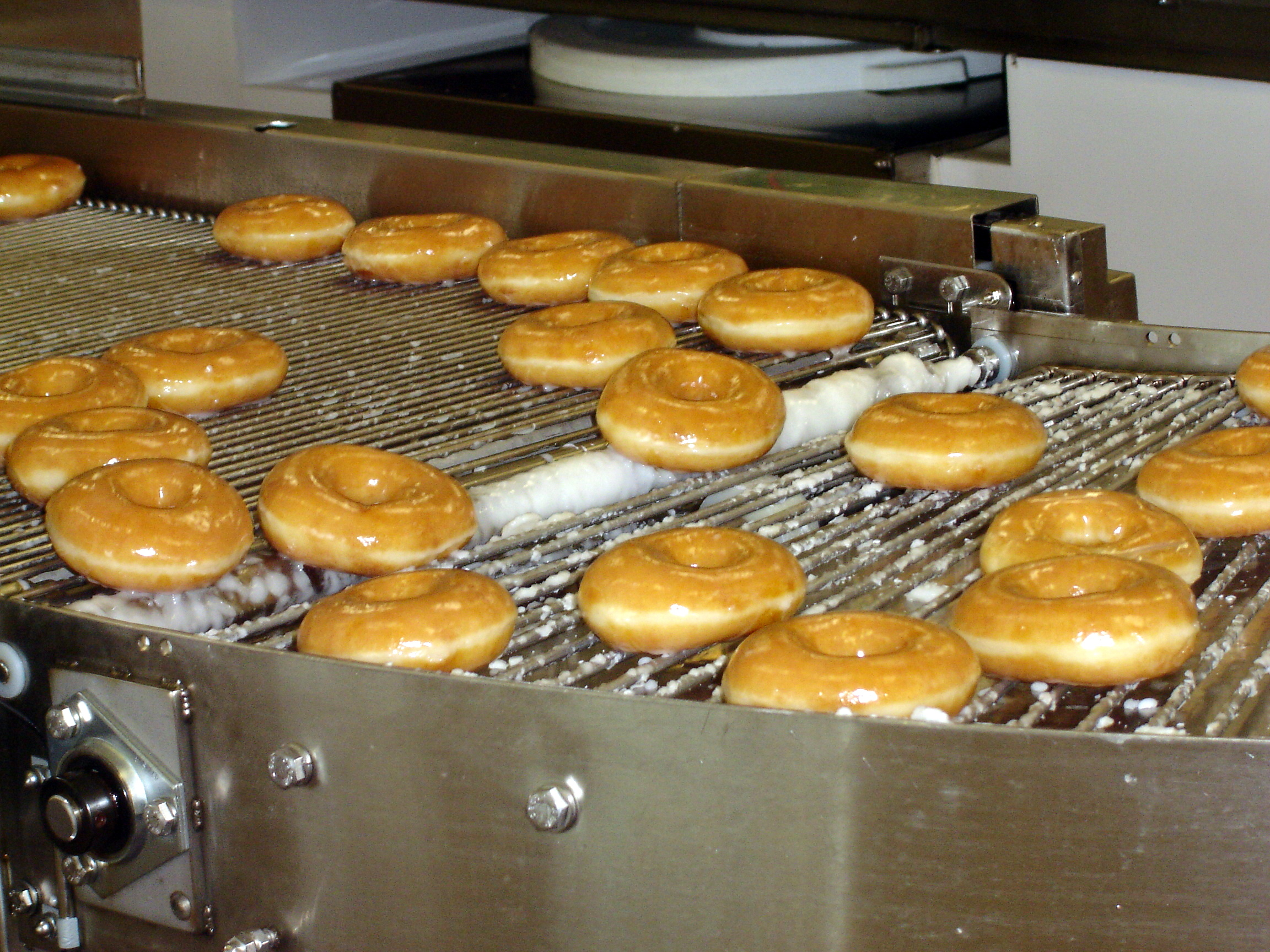
Krispy Kreme doughnuts being made at a restaurant in سيدني، أستراليا

## وصلات خارجية
- الموقع الرسمي
- Yahoo! - Krispy Kreme Doughnuts, Inc. Company Profile
- How Stuff Works: Krispy Kreme